# Прокконен Павло Степанович
Павло Степанович Прокконен (Прокоф'єв) (3 (16) липня 1909, село Клюшина Гора Повенецького повіту Олонецької губернії, тепер Суоярвського району Карелії, Російська Федерація — 18 липня 1979, місто Петрозаводськ, тепер Російська Федерація) — радянський діяч, голова Ради народних комісарів (Ради міністрів) Карело-Фінської РСР, голова Президії Верховної ради Карельської АРСР. Депутат Верховної Ради Російської РФСР, заступник голови Президії Верховної Ради РРФСР. Депутат Верховної Ради СРСР 1—6-го скликань (1940—1966). Член Центральної Ревізійної Комісії КПРС (1952—1961).

## Біографія
Народився в бідній селянській родині Степана Прокоф'єва. У дитячі роки брав участь в червоних партизанських загонах на карельській території, зайнятій фінськими військами. Виховувася в дитячому будинку. У 1922—1925 роках навчався в Паданській сільській школі Карельської АРСР.
З 1925 року працював у власному господарстві, лісорубом на лісозаготівлях, продавцем кооперативу. У 1927—1928 роках — голова Клюшиногірського комітету селянського товариства каси взаємодопомоги. У 1928—1931 роках — секретар, голова виконавчого комітету Клюшиногірської сільської ради Карельської АРСР.
Член ВКП(б) з 1930 року.
У 1931—1934 роках — студент Ленінградського інституту радянського будівництва (права) імені Калініна.
У 1934—1937 роках — інструктор, секретар, заступник голови виконавчого комітету Олонецької районної ради Карельської АРСР.
У 1937—1938 роках — голова виконавчого комітету Олонецької районної ради Карельської АРСР.
У 1938 — 8 липня 1940 року — заступник голови Ради народних комісарів Карельської АРСР. Одночасно 1 грудня 1939 — 12 березня 1940 року — міністр у справах Карелії Фінляндської Демократичної Республіки. Використовував ім'я та прізвище Пааво Прокконен. Брав участь у радянсько-фінській війні, займався організацією лижних загонів. Контужений в бою під Лоймолою.
У липні 1940 — 1947 року — голова Ради народних комісарів (з 1946 року — Ради міністрів) Карело-Фінської РСР.
На початку німецько-радянської війни призначений уповноваженим Державного комітету оборони СРСР по Карело-Фінській РСР з відновлення Кіровської залізниці та із лісозаготівель. Крім того, займався організацією виробництва зброї і боєприпасів для потреб фронту. Брав особисту участь у випробуванні гранат, внаслідок чого втратив кисть правої руки.
У 1947—1950 роках — слухач Вищої партійної школи при ЦК ВКП(б).
24 лютого 1950 — 20 серпня 1956 року — голова Ради міністрів Карело-Фінської РСР.
20 серпня 1956 — 18 липня 1979 року — голова Президії Верховної ради Карельської АРСР.
У 1957 році заочно закінчив юридичний факультет Ленінградського державного університету.
Похований на Сулажгорському цвинтарі міста Петрозаводська.

## Нагороди
- два ордени Леніна
- два ордени Трудового Червоного Прапора
- два ордени «Знак Пошани» (15.07.1969)
- орден Вітчизняної війни ІІ ст.
- орден Дружби народів (13.07.1979)
- медалі